# Marie-Julie Bonnin
Pour les articles homonymes, voir Bonnin.
Marie-Julie Bonnin, née le 17 décembre 2001 à Bordeaux, est une athlète française, spécialiste du saut à la perche, championne du monde en 2025 à Nankin (Chine). Sa principale qualité réside dans une course d'élan très rapide.

## Biographie
Elle a des origines camerounaises par sa mère. Championne de France junior en 2019, elle remporte cette même année la médaille d'argent lors des championnats d'Europe juniors, à Borås, avec la marque de 4,16 m.
Elle se classe deuxième des Championnats de France d'athlétisme 2022 en portant son record personnel à 4,50 m. Quelques jours plus tard, elle est sacrée championne de France espoir. Aux championnats d'Europe de Munich, après s'être qualifiée pour la finale en sautant une barre à 4,40 m au premier essai, elle se classe 6e de la finale en améliorant son record personnel de 3 cm en le portant à 4,55 m.
Elle bat son record personnel le 15 février 2025 lors du concours Perche en Or à Roubaix avec une barre à 4,71 m à quatre centimètres du record de France de Ninon Chapelle.
Le 22 mars 2025, elle devient la première française championne du monde du saut à la perche lors des championnats du monde d’athlétisme en salle à Nankin.  À cette occasion elle bat le record de France de saut à la perche en salle et égale le record de France de Ninon Chapelle avec un saut à 4,75 m. 

## Palmarès
| Date | Compétition                    | Lieu      | Résultat | Marque |
| ---- | ------------------------------ | --------- | -------- | ------ |
| 2019 | Championnats d'Europe juniors  | Borås     | 2e       | 4,16 m |
| 2022 | Championnats d'Europe          | Munich    | 6e       | 4,55 m |
| 2023 | Championnats d'Europe espoirs  | Espoo     | 1re      | 4,50 m |
| 2024 | Jeux olympiques                | Paris     | 11e      | 4,60 m |
| 2025 | Championnats d'Europe en salle | Apeldoorn | 3e       | 4,70 m |
| 2025 | Championnats du monde en salle | Nankin    | 1re      | 4,75 m |

### National
| Date | Compétition                             | Lieu          | Résultat | Marque |
| ---- | --------------------------------------- | ------------- | -------- | ------ |
| 2025 | Championnats de France en salle         | Miramas       | 1re      | 4,67 m |
| 2024 | Championnats de France                  | Angers        | 1re      | 4,48 m |
| 2024 | Championnats de France en salle         | Miramas       | 3e       | 4,40 m |
| 2023 | Championnats de France                  | Albi          | —        | NM     |
| 2023 | Championnats de France espoirs          | Fontainebleau | 1re      | 4,40 m |
| 2023 | Championnats de France en salle         | Aubière       | 4e       | 4,40 m |
| 2022 | Championnats de France                  | Caen          | 2e       | 4,50 m |
| 2022 | Championnats de France espoirs          | Albi          | 1re      | 4,30 m |
| 2022 | Championnats de France en salle         | Miramas       | 7e       | 4,20 m |
| 2022 | Championnats de France espoirs en salle | Lyon          | 2e       | 4,15 m |
| 2021 | Championnats de France espoirs          | Caen          | 3e       | 3,95 m |
| 2021 | Championnats de France en salle         | Miramas       | 7e       | 4,01 m |
| 2020 | Championnats de France                  | Albi          | 10e      | 3,95 m |
| 2020 | Championnats de France juniors en salle | Miramas       | 3e       | 4,10 m |
| 2019 | Championnats de France juniors          | Angers        | 1re      | 4,15 m |
| 2019 | Championnats de France juniors en salle | Liévin        | 3e       | 4,00 m |
| 2018 | Championnats de France cadets           | Bondoufle     | 2e       | 4,10 m |
| 2018 | Championnats de France cadets en salle  | Val-de-Reuil  | 3e       | 3,75 m |
| 2017 | Championnats de France cadets           | Dreux         | 3e       | 3,75 m |
| 2017 | Championnats de France cadets en salle  | Nantes        | 7e       | 3,40 m |

## Records
| Épreuve          | Épreuve   | Marque       | Lieu                 | Date           |
| ---------------- | --------- | ------------ | -------------------- | -------------- |
| Saut à la perche | Plein air | 4,70 m       | Sotteville-lès-Rouen | 4 juillet 2024 |
| Saut à la perche | Salle     | 4,75 m (=NR) | Nankin               | 22 mars 2025   |